# Northern Lights - Southern Cross
| Críticas profissionais | Críticas profissionais |
| Avaliações da crítica  | Avaliações da crítica  |
| Fonte                  | Avaliação              |
| ---------------------- | ---------------------- |
| allmusic               | 4 de 5 estrelas.       |
| Robert Christgau       | B+                     |

Northern Lights - Southern Cross é o oitavo álbum do grupo de rock The Band. Lançado em 1975, foi o primeiro trabalho gravado em seu novo estúdio na Califórnia, o Shangri-La, e também o primeiro com material totalmente original desde Cahoots, de 1971. Todas as oito composições são creditadas ao guitarrista Robbie Robertson. 

## Faixas
1. "Forbidden Fruit"
2. "Hobo Jungle"
3. "Ophelia"
4. "Acadian Driftwood"
5. "Ring Your Bell"
6. "It Makes No Difference"
7. "Jupiter Hollow"
8. "Rags And Bones"

## Créditos
- Rick Danko – baixo, guitarra, fiddle, harmônica, trombone, vocais
- Levon Helm – bateria, guitarra, bandolim, piano, teclado, vocais
- Garth Hudson – órgão, teclado, acordeão, saxofone, sintetizador, metais, madeiras, baixo
- Richard Manuel – piano acústico e elétrico, teclado, congas, órgão Hammond, clavinete, bateria, vocais
- Robbie Robertson – guitarra, baixo, teclado, clavinete
- Byron Berline - fiddle em "Acadian Driftwood"
- Nat Jeffrey - engenheiro-de-som
- Ed Anderson - engenheiro-de-som